# بولا غارسيس
بولا غارسيس (بالإنجليزية: Paula Garcés)‏ هي ممثلة كولومبية بدأت مسيرتها الفنية عام 1991.

## الأعمال

### أفلام
- عقول خطرة (الدور: ألفينا)

### مسلسلات
- سي إس آي: ميامي (الدور: كارمن )
- نايت رايدر (مسلسل) (الدور: كيلي )
- السوبرانوز (الدور: فيليسيا جالان)

## روابط خارجية
- بولا غارسيس على موقع IMDb (الإنجليزية)
- بولا غارسيس على موقع ألو سيني (الفرنسية)
- بولا غارسيس على موقع أول موفي (الإنجليزية)
- بولا غارسيس على موقع قاعدة بيانات الأفلام السويدية (السويدية)
- بولا غارسيس على موقع إن إن دي بي (الإنجليزية)
- بولا غارسيس على موقع قاعدة بيانات الفيلم (الإنجليزية)
- بولا غارسيس على موقع كينوبويسك (الروسية)